# Kantet kohvede
Kantet kohvede (Melampyrum cristatum) er en enårig blomst i Gyvelkvæler-familien.
Den er 10-40 cm høj og blomstrer juni til august. Dens naturlige udbredelse er fra Europa i vest til Sibirien i Centralasien mod øst. Bestanden for kantet kohvede i Danmark er i tilbagegang, og den er regnet som en truet art på den danske rødliste.